# 喬氏擬線鱸
喬氏擬線鱸，為輻鰭魚綱鱸形目鱸亞目鮨科的其中一種，分布於西大西洋區，從美國佛羅里達州至南美洲北部海域，棲息深度1-61公尺，體長可達7.5公分，生活在珊瑚礁，為底棲性魚類，屬肉食性，以甲殼類、多毛類等為食，可作為觀賞魚。

## 擴展閱讀
- 喬氏擬線鱸的图片 （页面存档备份，存于）